# Grab (Basses-Carpates)
Pour les articles homonymes, voir Grab.
Grab est une localité polonaise de la gmina de Krempna, située dans le powiat de Jasło en voïvodie des Basses-Carpates.